# جيل لامب
جيل لامب (بالإنجليزية: Gil Lamb)‏ هو ممثل أمريكي، ولد في 14 يونيو 1904 بمنيابولس في الولايات المتحدة، وتوفي في 2 نوفمبر 1995 في الولايات المتحدة.

## وصلات خارجية
- جيل لامب على موقع IMDb (الإنجليزية)
- جيل لامب على موقع ألو سيني (الفرنسية)
- جيل لامب على موقع أول موفي (الإنجليزية)
- جيل لامب على موقع قاعدة بيانات برودواي على الإنترنت (الإنجليزية)
- جيل لامب على موقع قاعدة بيانات الأفلام السويدية (السويدية)
- جيل لامب على موقع قاعدة بيانات الفيلم (الإنجليزية)
- جيل لامب على موقع كينوبويسك (الروسية)